# 7,62 × 51 mm NATO

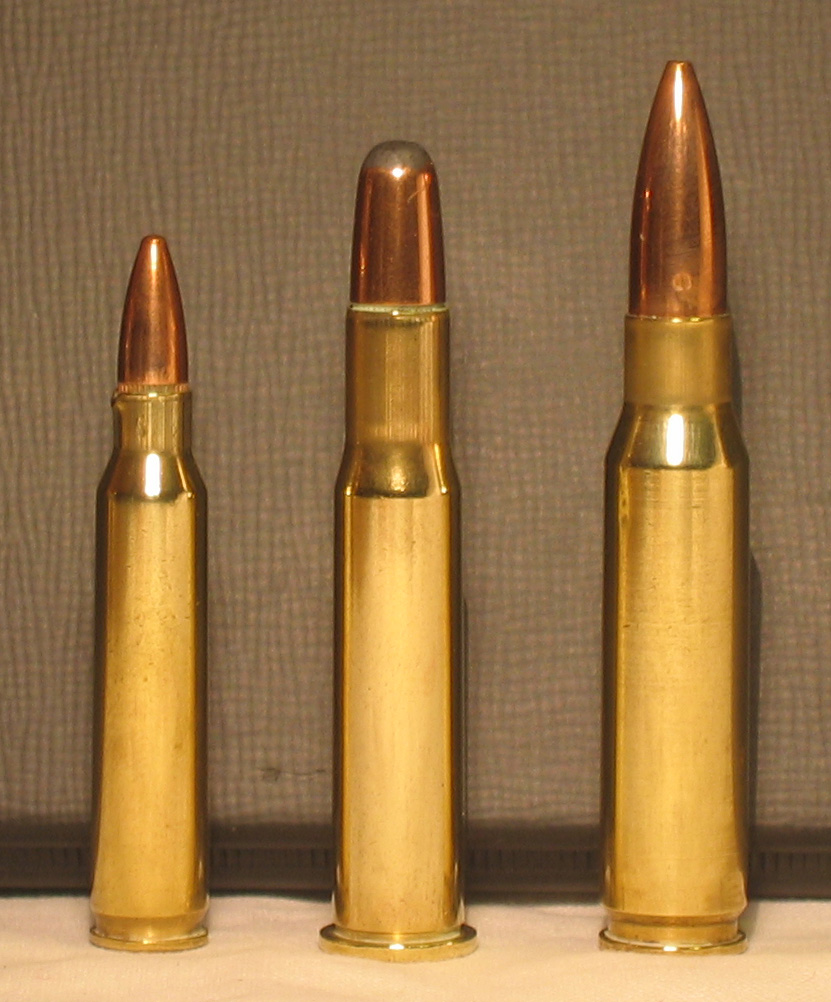
5,56 × 45 mm NATO (till vänster) bredvid .30-30 (i mitten) och 7,62 × 51 mm NATO (till höger).

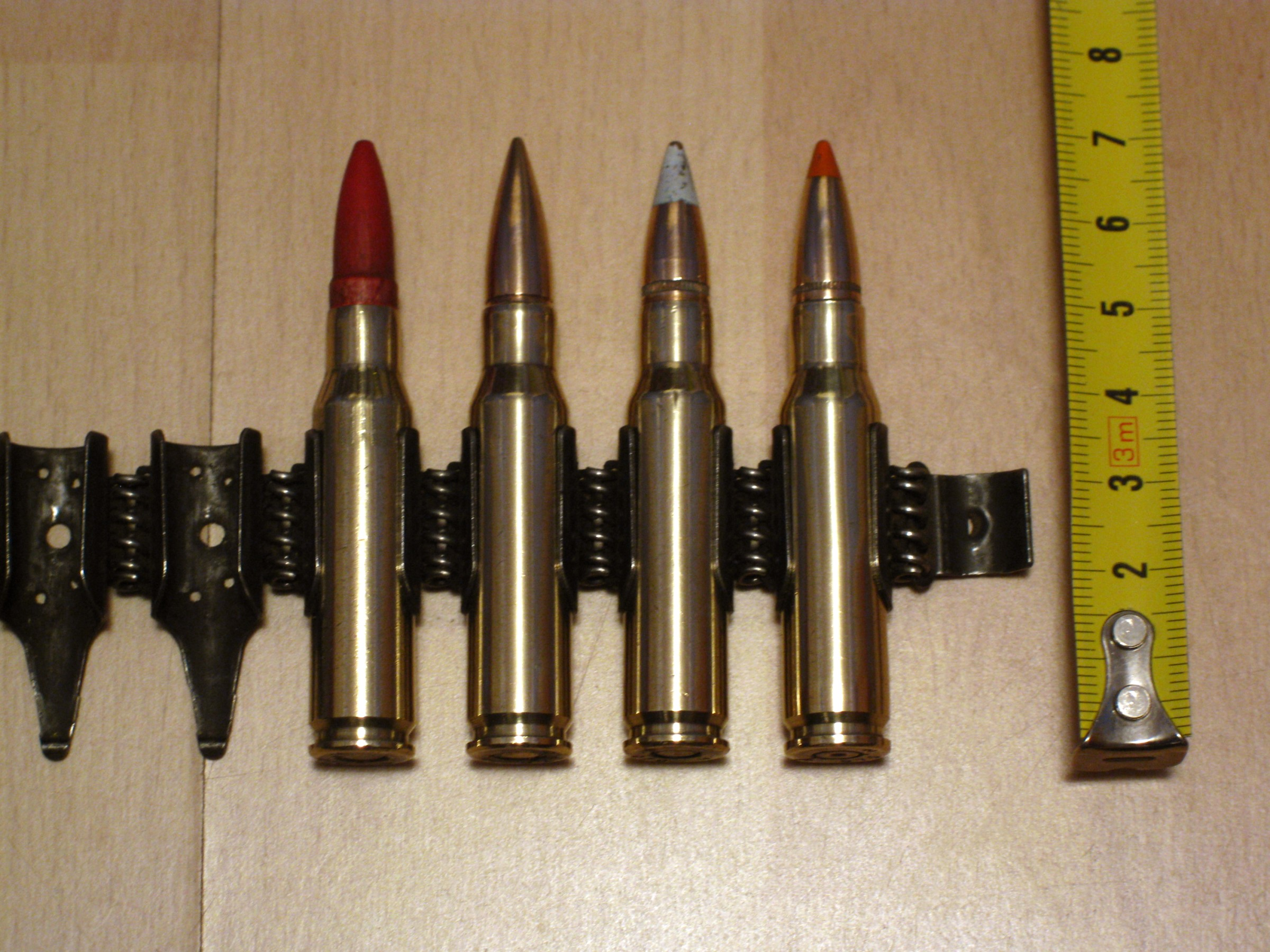
Fyra patroner monterade på ett patronband för kulspruta. Från vänster till höger: Lös, normalprojektil, spårljus (äldre) och spårljus (nyare).

7,62 × 51 mm NATO är en gevärskaliber utvecklad på 1940- och 1950-talen och var en standardkaliber inom NATO. Data för 7,62 × 51 mm är inte identiska med .308 Winchester, vilket innebär att användning av en .308 Winchester i ett vapen menat för 7,62 × 51 mm kan medföra vapenhaveri och personskador.
7,62 × 51 mm NATO-patronen introducerades för gevär och kulsprutor, först för geväret M14 och kulsprutan M60 i slutet av 1950-talet och ersatte den tidigare patronen .30-06 Springfield. Som standard för infanterigevär ersattes kalibern på 1970-talet av den klenare 5,56 × 45 mm NATO, trots detta finns det fortfarande vapen kvar i bruk som använder 7,62 × 51 mm NATO, till exempel Ak 4 och Ksp 58.

## Försvarsmakten

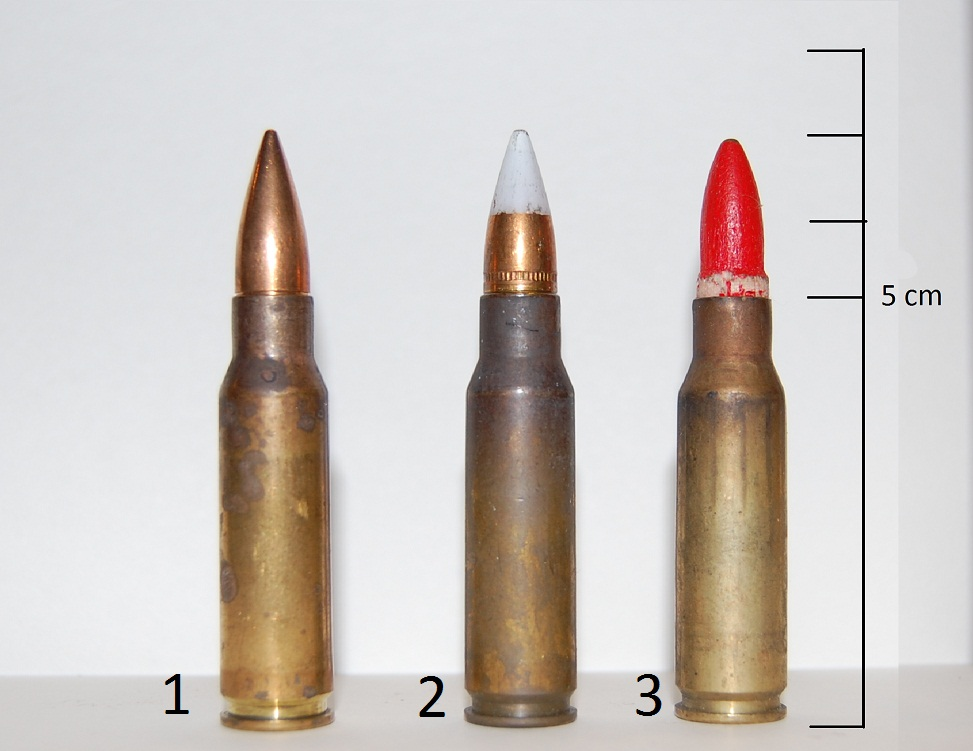
1: Skarp, 2: Spårljus, 3: Lös

Flera olika patroner finns inom Försvarsmakten för bruk till Ak 4, Ksp 58 och Psg 90.
Skarp (7,62 mm Sk ptr 10 prj)
Skarp patron med helmantlad projektil med bly och stålkärna. Toppen av projektilen har en kärna av stål för ökad penetrationsförmåga. Projektilens mantel är gjord av tombak.
Spårljus (7,62 mm Sk ptr 10 slprj)
Spårljuspatronen (Sk ptr 10 slprj) känns lätt igen på att dess projektil har en rödmålad spets (på äldre ammunition vitmålad). Projektilen har en lyssats av magnesium, strontiumnitrat och PVC, som antänds ca 70 m från pipan och lyser i mellan 100 och 800 m. Man kan följa dess bana då det blir som ett rött lysande streck efter den.
Pansarbrytande (7,62 mm Sk Ptr 10 pprj)
Den pansarbrytande känns igen på att projektilens spets är svartmålad. Denna patrontyp används normalt sett inte i fredstid eftersom den är förhållandevis dyr.
Underkalibrig (7,62 mm Sk Ptr 10 prick)
Patron 10 prick är en underkalibrig ammunition mot skyddade och hårda mål. Prick kan penetrera uppemot 35 mm av pansar. Patronen känns igen på att projektilens spets är mycket smalare än hylsans nacke.
Drivpatron (7,62 mm drivptr 10)
Drivpatronen saknar projektil. Hylsan är stjärnstrypt med svart tätlack kring mynningen. Drivpatroner används för att skjuta iväg gevärsrökgranater.
Lös (7,62 mm Lös ptr 10)
Den lösa patronen används enbart i fredstid under övning. Patronen har en träplugg som projektil, vilken pulvriseras inuti pipan vid skjutning. Vapnet förses med en lösskjutningsanordning som gör att träflisorna inte skjuts ut rakt fram och därmed skulle kunna skada personer.
Blind (7,62 mm blind ptr 10)
Blind ammunition, det vill säga ammunition utan krut eller riktig tändhatt, används vid utbildning innan soldaterna lärt sig att hantera vapnet på ett korrekt och säkert sätt. Flera olika varianter av blind ammunition har använts i Försvarsmakten, nästan alla har grönfärgad projektil och förnicklad hylsa. Den som är vanligast idag har en grönanodiserad kula, förnicklad hylsa utan tändhatt och två rillor på hylskroppen.

## Prestanda
Prestanda varierar med olika laddningar, kulvikter, pipor med mera och nedanstående uppgifter är därför ungefärliga.
- Utgångshastighet: 830 m/s
- Anslagsenergi efter 100 meter: 2 700 Joule